# Municipio de Ismael Cortinas
El municipio de Ismael Cortinas es el único municipio del departamento de Flores, Uruguay. Tiene su sede en la localidad homónima.

## Ubicación
El municipio se encuentra localizado en la zona suroeste del departamento de Flores.

## Historia
Su creación fue a iniciativa de la Intendencia de Flores, la cual, en febrero de 2010 elevó a la junta departamental el proyecto de decreto para su creación, de acuerdo al inciso tercero del artículo 1° de la Ley N.º 18567 de Descentralización Política y Participación Ciudadana. Es así que a través del decreto departamental N.º 0687 del 13 de febrero de 2010, fue aprobada su creación, comprendiendo la circunscripción territorial urbana de la localidad de Ismael Cortinas. El 15 de marzo de 2010 por Ley N.º 18653 se le asignó a dicho municipio la circunscripción electoral PBD del departamento de Flores y se efectivizó su creación.

## Localidades
La única localidad de este municipio es Ismael Cortinas.

## Autoridades
La autoridad del municipio es el Concejo Municipal, compuesto por el Alcalde y cuatro Concejales.
| Nº | Alcalde              | Partido             | Inicio del mandato      | Fin del mandato         | Observaciones       | Concejales                                                                      |
| -- | -------------------- | ------------------- | ----------------------- | ----------------------- | ------------------- | ------------------------------------------------------------------------------- |
| 1  | Luz de María Echande | Partido Nacional PN | 9 de julio de 2010      | 9 de julio de 2015      | Alcaldesa elegida   |                                                                                 |
| 2  | Luz de María Echande | Partido Nacional PN | 10 de julio de 2015     | 26 de noviembre de 2020 | Alcaldesa reelegida | Roberto Moreira (PN) María Luz Lafon (PN) Noelia Carro (PN) Michel de León (FA) |
| 3  | Agustín Musa de León | Partido Nacional PN | 27 de noviembre de 2020 | 2025                    | Alcalde elegido     | Dalma Anchen (PN) Pablo Areosa (PN) María Lafon (PN) Roberto Moreira (PN)       |